# USS Corporal (SS-346)
El USS Corporal (SS-346) fue un submarino clase Balao de la Armada de los Estados Unidos construido en 1945. Luego, fue transferido a la Armada de Turquía, donde funcionó entre 1973 y 1996 como TCG Ikinci Inonü (S-333).

## Construcción y características
Fue construido por la Electric Boat Co. en Groton, Connecticut. Su puesta de quilla se llevó a cabo el 27 de abril de 1944 y la botadura el 10 de junio de 1945. El 9 de noviembre de ese mismo año, entró en servicio con la Armada de los Estados Unidos.
El submarino, perteneciente a la clase Balao, tenía un desplazamiento estándar de 1975 t, que aumentaba a 2540 t sumergido. Tenía una eslora de 99,4 m, una manga de 8,2 m y un calado de 5,2 m. Era propulsado por un sistema diésel-eléctrico, compuesto por cuatro motores diésel y dos motores eléctricos, con los cuales alcanzaba los 20 nudos de velocidad en superficie, y 15 nudos sumergido. Su armamento consistía en 10 tubos lanzatorpedos de calibre 533 mm.

## Servicio

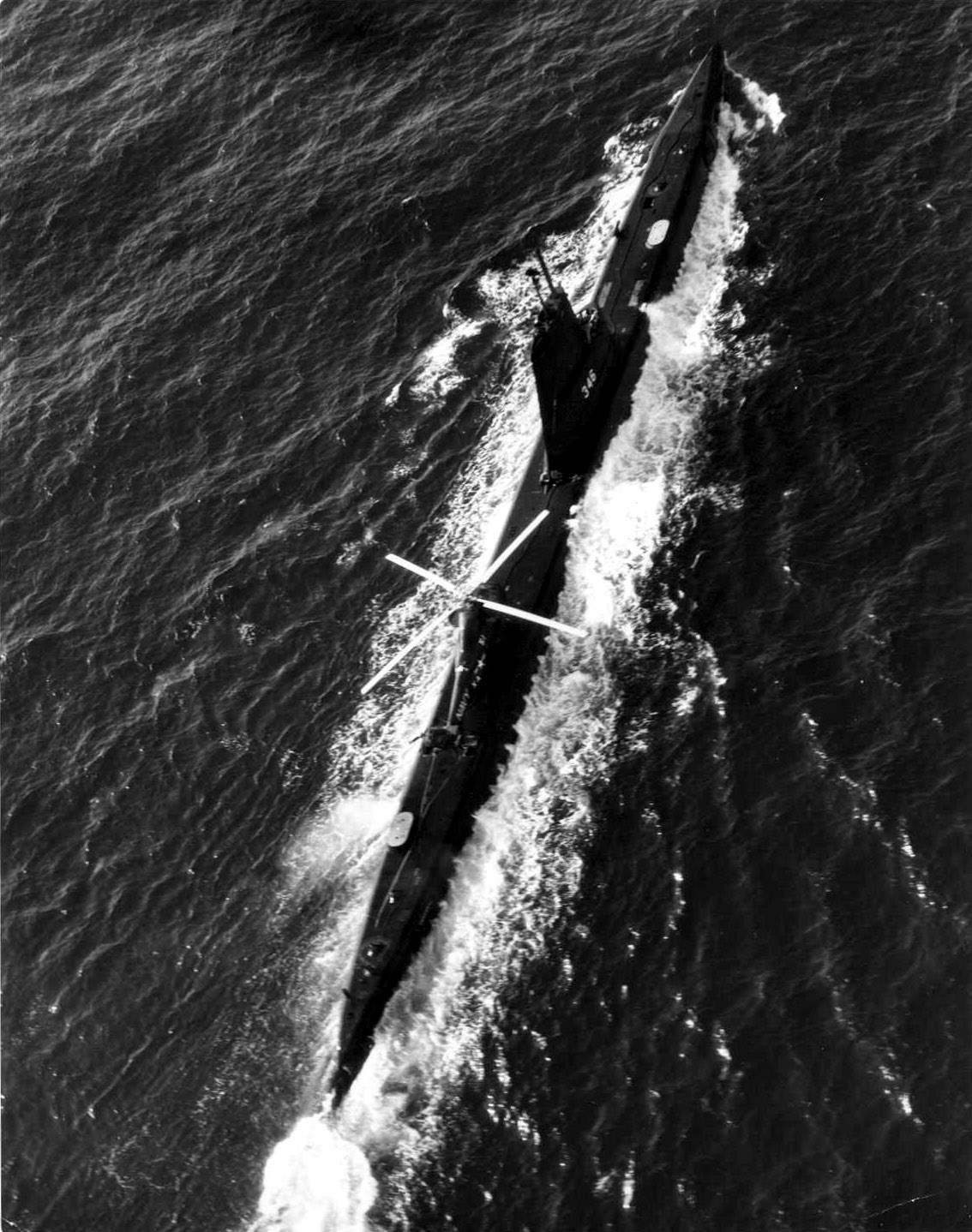
Helicóptero Sikorsky HSS-1 Seabat de la Armada de los EE. UU. en el USS Corporal (SS-346), 1956.

En 1962, fue actualizado con la modificación Guppy III. Luego, se incorporó a la Sexta Flota, con la que patrulló el océano Atlántico, incluyendo al golfo de México y el mar Caribe.
El 21 de noviembre de 1973, Estados Unidos vendió a Turquía el USS Corporal y el USS Cobbler, que fueron rebautizados como «TCG Ikinci Inonü (S-333)» y «TCG Çanakkale (S-341)», respectivamente.
El Ikinci Inonü fue retirado en 1996.